# Río Fars
El río Fars (del ruso: Фарс) es un río de la república de Adiguesia y el krai de Krasnodar, en Rusia, afluente por la izquierda del río Labá, de la cuenca hidrográfica del río Kubán. 

## Curso
Tiene una longitud de unos 197 km. Nace en las vertientes septentrionales del Cáucaso, al nordeste de la localidad adiguesa de Ust-Sajrai (44°15′35″N 40°21′11″E / 44.25972, 40.35306). Su curso desciende de las montañas y se adentra en el krai de Krasnodar, señalando en buena parte del mismo la frontera entre la república y el krai. Regresa a territorio adigué y surca las llanuras del Kubán hasta desembocar en el Labá, dos kilómetros y medio al nordeste de Pshizov(45°06′43″N 40°07′31″E / 45.11194, 40.12528).
Sus principales afluentes son (de fuente a desembocadura): el Mamriuk, el Bogatirka, el Zheptiak, el río Mali Fars (por la izquierda), el Pséfir (derecha), el Sultanka, el Nadzorka y el Zeral (izquierda).
Al paso de su curso se encuentran las siguientes localidades: Novosvobodnaya, Majoshevskaya, Yaroslávskaya, Triojrechni, Tambovski, Kartsev, Kozopolianski, Yekaterínovski, Shishkinski, Kurski, Serguíyevskoye, Dondukóvskaya, Krasni Fars, Druzhba, Novoalekséyevski, Plodopitomnik, Dmítriyevski, Otradni, Politotdel, Jachemzi, Dzherokái, Svobodni Trud, Mamjeg, Jakurinojabl, Kabejabl, Pshicho y Jatazhukái.